# Posmykowizna
Posmykowizna – kolonia w Polsce położona w województwie łódzkim, w powiecie pajęczańskim, w gminie Działoszyn, przy drodze krajowej nr 42, bezpośrednio na północny wschód od Działoszyna.
W latach 1975–1998 miejscowość administracyjnie należała do województwa sieradzkiego.